# Me and Mr. Johnson
Me and Mr. Johnson е блус албум на Ерик Клептън издаден през 2004. Албумът е посветен на легендарния блус изпълнител Робърт Джонсън.

## Песни
1. When You Got a Good Friend – 3:20
2. Little Queen of Spades – 4:57
3. They're Red Hot – 3:25
4. Me and the Devil Blues – 2:56
5. Traveling Riverside Blues – 4:31
6. Last Fair Deal Gone Down – 2:35
7. Stop Breakin' Down Blues – 2:30
8. Milkcow's Calf Blues – 3:18
9. Kind Hearted Woman Blues – 4:06
10. Come on in My Kitchen – 3:35
11. If I Had Possession Over Judgement Day – 3:27
12. Love in Vain – 4:02
13. 32-20 Blues – 2:58
14. Hell Hound on My Trail – 3:51

Всички песни са композирани от Робърт Джонсън.

## Музиканти
- Ерик Клептън – китара и вокали
- Анди Фейруедър-Лоу – китара
- Дойл Брамхал II – китара
- Джери Портной	— хармоника
- Натан Ийст – бас-китара
- Стив Гад – барабани
- Били Престън – клавишни